# The Boys in the Band
The Boys in the Band è un'opera teatrale del drammaturgo statunitense Mart Crowley, generalmente considerato uno dei testi fondamentali del teatro LGBT. Il dramma ha debuttato a New York nel 1968 ed è rimasto in scena per oltre mille repliche.

## Trama
In un appartamento di New York sette amici si riuniscono per celebrare il compleanno di uno di loro, Harold. Più passa il tempo più i sette uomini, tutti omosessuali, si ubriacano e si scambiano battute sempre più feroci, al limite del crudele. Alla fine gli uomini si sfidano in un gioco in cui ognuno deve telefonare a una persona che conosce e confessarle che la ama. Questo gioco mette a nudo il passato tormentato di ognuno.

## Personaggi
- Harold: il festeggiato. È molto preoccupato dal passare del tempo ed è terrorizzato dalla prospettiva di perdere il suo bell'aspetto invecchiando.
- "Cowboy": giovane, bellissimo e non molto intelligente gigolò che i sette amici "comprano" a Harold per il suo compleanno.
- Michael: grande amico di Harold, in perenne contrasto con lui. Ha ricevuto una solida educazione cattolica e va da anni in psicoterapia per accettare la propria omosessualità.
- Alan: ospite a sorpresa, invitato da Michael. Gli altri non lo conoscono, ma Michael è suo amico dai tempi del college. È eterosessuale, sposato e vuole confessare a Michael un grande segreto (che non verrà mai rivelato nel corso del dramma).
- Donald: omosessuale tormentato, si è trasferito a New York per vivere in pieno la vita gay.
- Bernard: ragazzo afroamericano, ancora innamorato del ricco rampollo bianco della famiglia per cui la madre lavora come cameriera.
- Emory: ragazzo effeminato e sopra le righe.
- Larry: fotografo incline al sesso occasionale.
- Hank: il ragazzo di Larry. Al contrario del fidanzato è fortemente legato al concetto di relazione monogama. È stato sposato con una donna in precedenza.

## Produzioni
La pièce debuttò al Theatre Four di New York il 14 aprile 1968 e rimase in scena per 1001 repliche fino al 6 settembre 1970. Robert Moore curava la regia, mentre il cast comprendeva Kenneth Nelson (Michael), Peter White (Alan McCarthy), Leonard Frey (Harold), Cliff Gorman (Emory), Frederick Combs (Donald), Laurence Luckinbill (Hank), Keith Prentice (Larry), Robert La Tourneaux (Cowboy) e Reuben Greene (Bernard).
Nel 2016 l’opera è stata rappresentata al Park Theater di Londra. Nel cast troviamo attori britannici quali l’autore di Sherlock Mark Gatiss (come Harold), suo marito Ian Hallard (come Michael) e James Holmes (come Emory). La regia è invece di Adam Penford.
Nel 2018 Joe Mantello dirige la prima produzione di Broadway della piece, in scena al Booth Theatre dal 30 aprile al 12 agosto. Prodotta da Ryan Murphy, questo allestimento celebra il cinquantesimo anniversario di The Boys in the Band e il cast composto esclusivamente da attori omosessuali comprende Jim Parsons (Michael), Zachary Quinto (Harold), Andrew Rannells (Larry), Charlie Carver (Cowboy), Tuc Watkins (Hank), Robin de Jesús (Emory) e Matt Bomer (Donald). L'allestimento ha vinto il Tony Award al miglior revival di un'opera teatrale.
Il 13 giugno 2019 la pièce debutta in Italia, allo Spazio Teatro 89 di Milano, prodotto e diretto da Giorgio Bozzo e con la traduzione di Costantino della Gherardesca. Il cast comprende: Francesco Aricò (Michael), Ettore Nicoletti (Hank), Federico Antonello (Larry), Angelo Di Figlia (Emory), Michael Abibi Ndiaye (Bernard), Samuele Cavallo (Alan), Yuri Pascale Langer (Cowboy), Paolo Garghentino (Harold) e Gabrio Gentilini (Donald).

## Adattamenti
Nel 1970 William Friedkin ha diretto un adattamento cinematografico di The Boys in the Band, intitolato Festa per il compleanno del caro amico Harold; diversi attori del cast originale di New York hanno recitato anche nel film, tra cui Keith Prentice, Cliff Gorman, Leonard Frey e Robert La Tourneaux. Un secondo adattamento cinematografico, basato sul revival della pièce a Broadway nel 2018, è stato realizzato nel 2020 con la regia di Joe Mantello.